# ولش (لوئیزیانا)
ولش (به انگلیسی: Welsh) شهری در ایالت لوئیزیانا کشور ایالات متحده آمریکا است که جمعیت آن در سرشماری سال ۲۰۱۰ میلادی، ۳٬۲۲۶ نفر بوده‌است.